# Парламентские выборы в Латвии (2002)
Выборы в Восьмой Сейм Латвии состоялись 5 октября 2002 года. По данным ЦИК Латвии, явка составила 71,36 %. Шесть партий преодолели пятипроцентный барьер и прошли в Сейм. Партия «Новое время» стала крупнейшей в парламенте, получив 26 мандатов из 100.

## Предыстория
Выборы 2002 года были четвёртыми парламентскими выборами после восстановления независимости страны 4 мая 1990 года.
На выборах в седьмой Сейм 1998 года в парламент прошли шесть партий, первое, второе и третье места заняли соответственно Народная партия, партия «Латвийский путь» и партия «Отечеству и свободе/ДННЛ». Из-за конфликтов и скандалов им не удалось сформировать устойчивое коалиционное правительство. Через месяц переговоров было создано правительство меньшинства под руководством Вилиса Криштопанса от партии «Латвийский путь» без участия Народной партии. Это правительство просуществовало чуть более года до 16 июля 1999 года. Следующим премьер-министром Латвии был назначен Андрис Шкеле от Народной партии. Однако в апреле 2000 года Андрис Шкеле ушёл в отставку из-за разногласий между членами коалиции по вопросу приватизации. Его преемником на посту премьер-министра стал представитель «Латвийского пути» Андрис Берзиньш, правительство которого продержалось до выборов в Сейм 2002 года. Правительство Берзиньша пользовалось поддержкой четырёхпартийной коалиции в составе Народной партии, «Латвийского пути», партии «Отечеству и свободе/ДННЛ» и «Новой партии».
К 2002 году с партиями, прошедшими в седьмой Сейм, произошли следующие изменения. В январе 2002 года на основе фракции «Партии народного согласия» была образована фракция «За права человека в единой Латвии». В 2001 году пять депутатов покинули «Новую партию». Впоследствии в 2002 году «Новая партия» самораспустилась, часть её членов вошли в «Латвийскую первую партию».

## Избирательная система
Избирательную администрацию возглавляет Центральная избирательная комиссия, руководящая проведением выборов на национальном, региональном и местном уровнях. Избирательные комиссии на всех уровнях, кроме участковых комиссий, представляют собой постоянные органы, назначаемые на четырёхлетний срок. ЦИК состоит из девяти человек, восемь из них назначаются Саэймой по предложению парламентских партий и один представляет Верховный суд. Председатель ЦИК, его заместитель и секретарь являются «профессиональными» членами ЦИК, работающими на постоянной основе. Другие члены ЦИК посещают только регулярные заседания комиссии.
Хотя страна разделена на пять многомандатных избирательных округов, окружных избирательных комиссий не существует. Вместо них во всех 26 районах Латвии и 7 городах республиканского подчинения организованы Региональные избирательные комиссии. Следующий уровень избирательной администрации представляют местные избирательные комиссии, образованные во всех городах (кроме городов республиканского подчинения), сёлах и деревнях. На нижнем уровне организации выборов находятся участковые избирательные комиссии (УИК). Для настоящих выборов были сформированы 944 УИК на территории Латвии и 35 за границей. Закон предусматривает возможность для партий номинировать членов в избирательные комиссии всех уровней.
Латвия разделена на пять многомандатных округов. Количество мандатов для каждого округа определяется на основе количества населения в нем за четыре месяца до выборов. В каждом округе партии выдвигают список кандидатов. Один и тот же кандидат может быть выдвинут более чем в одном округе. Самовыдвижение на выборах в Саэйму запрещено. Участвовать в распределении мандатов могут партии, преодолевшие пятипроцентный избирательный барьер, то есть получившие более 5 % голосов избирателей, принявших участие в голосовании. Количество мандатов, приобретённое партией, определяется на основе числа голосов, полученных в избирательном округе, с использованием метода Сент-Лагю. Избирательная система Латвии практически не допускает возможности попадания в парламент региональных партий. Так, партия «Свет Латгалии» получила около 10 % голосов в Латгале(и не одного процента в других округах), но не прошла в парламент, так как не преодолела общенациональный избирательный барьер. С другой стороны, партия «Отечеству и свободе/ДННЛ», преодолевшая избирательный барьер на национальном уровне, получила одно место в Латгале, хотя набрала в этом округе всего 3,74 % голосов (преодолела 5% барьер во всех остальных округах).
В Латвии не существовало программы регистрации избирателей и реестра избирателей. Граждане имели право проголосовать на любом участке даже за пределами округа своего проживания. Список избирателей формировался по приходе голосующих на участки. Для голосования избиратели обязаны предъявить паспорт гражданина. При получении бюллетеня в паспорт ставился штамп, подтверждающий, что человек уже принял участие в выборах. Это гарантировало невозможность повторного голосования.
На участке каждому избирателю выдавали двадцать бюллетеней (по числу участвующих партий), каждый из которых содержал имена всех кандидатов от определённой партии. Чтобы проголосовать за партию, избиратель должен был вложить список в конверт и бросить его в урну для голосования. Избиратель также имел право выразить предпочтение кандидату в списке, поставив плюс напротив его фамилии, или отказать в поддержке кандидату, вычеркнув его имя. Остальные 19 бюллетеней можно вынести с участка или выбросить прямо на участке. Также существовала возможность взять дополнительный бюллетень, который избиратель поместил в конверт. Таким образом, у человека оставались бюллетени всех партий, что предотвращало возможность контроля за голосованием избирателя со стороны третьих лиц и обеспечивало секретность голосования.
Подсчёт голосов начался сразу после закрытия участков. Представители партий, наблюдателей и СМИ могли присутствовать на всех этапах подсчёта голосов и подведения итогов. Результаты голосования вывешивались на каждом УИК и по телефону передавались напрямую в ЦИК, а также отправлялись в вышестоящую местную избирательную комиссию. Впоследствии в ЦИК проводилось сопоставление данных, полученных по телефону и прошедших через все уровни избирательной администрации.

## Результаты
| Партия                                                                   | Голоса    | %     | Места | Изменение |
| ------------------------------------------------------------------------ | --------- | ----- | ----- | --------- |
| Новое время                                                              | 237 452   | 23,9  | 26    | Новая     |
| ЗаПЧЕЛ[a]                                                                | 189 088   | 19,0  | 25    | ▲9        |
| Народная партия                                                          | 165 246   | 16,6  | 20    | ▼4        |
| Латвийская первая партия                                                 | 94 752    | 9,5   | 10    | Новая     |
| Союз зелёных и крестьян                                                  | 93 759    | 9,4   | 12    | ▲12       |
| Отечеству и свободе/ДННЛ                                                 | 53 396    | 5,4   | 7     | ▼10       |
| Латвийский путь                                                          | 48 430    | 4,9   | 0     | ▼21       |
| ЛСДРП                                                                    | 39 837    | 4,0   | 0     | ▼14       |
| Свет Латгалии                                                            | 15 948    | 1,6   | 0     | Новая     |
| Союз социал-демократов                                                   | 15 162    | 1,5   | 0     | Новая     |
| СДПБ                                                                     | 13 234    | 1,3   | 0     | Новая     |
| Центр                                                                    | 5819      | 0,6   | 0     | Новая     |
| Русская партия                                                           | 4724      | 0,5   | 0     | Новая     |
| Латышская партия                                                         | 3919      | 0,4   | 0     | Новая     |
| Партия возрождения Латвии                                                | 2558      | 0,3   | 0     | Новая     |
| Партия свободы                                                           | 2075      | 0,2   | 0     | Новая     |
| Марас земе                                                               | 1446      | 0,2   | 0     | Новая     |
| Наша земля                                                               | 1349      | 0,1   | 0     | ▬         |
| Прогрессивная центристская партия                                        | 1229      | 0,1   | 0     | Новая     |
| Латвийская объединённая республиканская партия                           | 826       | 0,1   | 0     | Новая     |
| Недействительные                                                         | 7505      | -     | -     | -         |
| Всего                                                                    | 997 754   | 100   | 100   | -         |
| Всего избирателей/явка                                                   | 1 398 156 | 71,51 | -     | -         |
| Источник: ЦИК Латвии Архивная копия от 4 декабря 2017 на Wayback Machine |           |       |       |           |

a  12 мест — «ПНС», 8 — «Равноправие», 5 — СПЛ. На выборах Седьмого Сейма участвовал как список ПНС.
Результаты выборов показали, что избиратели сильно разочаровались в правящих партиях. Народная партия потеряла первое место и лишилась части мандатов. Партия «Отечеству и свободе/ДННЛ» с трудом преодолела пятипроцентный барьер, а партия действовавшего премьер-министра «Латвийский путь» вообще не смогла попасть в парламент. Оппозиционная ЛСДРП также не провела ни одного депутата в парламент.
Через месяц переговоров в Сейме была сформирована новая четырёхпартийная коалиция в составе партии «Новое время», «Латвийской первой партии», СЗК и партии «Отечеству и свободе/ДННЛ». Вместе коалиция пользовалась поддержкой 55 депутатов из ста. 5 ноября 2002 года должность премьер-министра занял Эйнарс Репше от партии «Новое время». Председателем Сейма стала Ингрида Удре от СЗК.

### Результаты по областям
Результаты выборов в Сейм Латвии в Видземе
| Новое время                                                                              | 8  | 27,64 |
| Народная партия                                                                          | 6  | 21,44 |
| Союз зелёных и крестьян                                                                  | 4  | 11,62 |
| Латвийская первая партия                                                                 | 3  | 10,47 |
| ЗаПЧЕЛ                                                                                   | 3  | 8,59  |
| Отечеству и свободе/ДННЛ                                                                 | 2  | 5,70  |
| Латвийский путь                                                                          | 0  | 5,28  |
| Другие 13 партий                                                                         | 0  | 8,85  |
| Всего                                                                                    | 26 | —     |
| Источник: Vidzemes vēlēšanu apgabals Архивная копия от 4 декабря 2017 на Wayback Machine |    |       |

Результаты выборов в Сейм Латвии в Земгале
| Новое время                                                                              | 4  | 25,43 |
| Народная партия                                                                          | 4  | 20,07 |
| Латвийская первая партия                                                                 | 2  | 11,82 |
| Союз зелёных и крестьян                                                                  | 2  | 11,65 |
| ЗаПЧЕЛ                                                                                   | 2  | 9,04  |
| Отечеству и свободе/ДННЛ                                                                 | 1  | 5,62  |
| Латвийский путь                                                                          | 0  | 5,22  |
| Другие 13 партий                                                                         | 0  | 10,60 |
| Всего                                                                                    | 15 | —     |
| Источник: Zemgales vēlēšanu apgabals Архивная копия от 4 декабря 2017 на Wayback Machine |    |       |

Результаты выборов в Сейм Латвии в Курземе
| Новое время                                                                              | 4  | 26,53 |
| Народная партия                                                                          | 4  | 25,20 |
| Латвийская первая партия                                                                 | 2  | 13,17 |
| Союз зелёных и крестьян                                                                  | 2  | 10,64 |
| ЗаПЧЕЛ                                                                                   | 1  | 6,06  |
| Отечеству и свободе/ДННЛ                                                                 | 1  | 5,53  |
| Другие 14 партий                                                                         | 0  | 12,39 |
| Всего                                                                                    | 14 | —     |
| Источник: Kurzemes vēlēšanu apgabals Архивная копия от 4 декабря 2017 на Wayback Machine |    |       |

Результаты выборов в Сейм Латвии в Латгале
| ЗаПЧЕЛ                                                                                   | 9  | 36,51 |
| Союз зелёных и крестьян                                                                  | 2  | 9,54  |
| Новое время                                                                              | 2  | 9,54  |
| Свет Латгалии                                                                            | 0  | 9,33  |
| Народная партия                                                                          | 2  | 7,32  |
| Латвийская первая партия                                                                 | 1  | 6,05  |
| Латвийский путь                                                                          | 0  | 5,29  |
| Отечеству и свободе/ДННЛ                                                                 | 1  | 3,74  |
| Другие 12 партий                                                                         | 0  | 11,92 |
| Всего                                                                                    | 17 | —     |
| Источник: Latgales vēlēšanu apgabals Архивная копия от 4 декабря 2017 на Wayback Machine |    |       |

Результаты выборов в Сейм Латвии в Риге
| ЗаПЧЕЛ                                                                                | 10 | 30,38  |
| Новое время                                                                           | 8  | 26,18  |
| Народная партия                                                                       | 4  | 11, 32 |
| Латвийская первая партия                                                              | 2  | 7,62   |
| Отечеству и свободе/ДННЛ                                                              | 2  | 5,75   |
| Союз зелёных и крестьян                                                               | 2  | 9,54   |
| Другие 14 партий                                                                      | 0  | 12,81  |
| Всего                                                                                 | 28 | —      |
| Источник: Rīgas vēlēšanu apgabals Архивная копия от 4 декабря 2017 на Wayback Machine |    |        |

## Внешние ссылки
- Результаты выборов Архивная копия от 17 апреля 2012 на Wayback Machine (латыш.)
- Явка избирателей Архивная копия от 1 декабря 2005 на Wayback Machine (латыш.)
- Доклады БДИПЧ/ОБСЕ о выборах (англ.) (латыш.)
- Выборы на «Электоральной географии» Архивная копия от 8 марта 2016 на Wayback Machine